# Nederlandse kampioenschappen schaatsen afstanden 2016
De Nederlandse kampioenschappen afstanden 2016 werden van 27 december tot en met 29 december 2015 gehouden in de overdekte schaatshal Thialf in Heerenveen.
Waar meestal de NK afstanden als openingswedstrijd van het seizoen verreden werd, was deze rol dit seizoen weggelegd voor de KNSB Cup. Nu de NK Afstanden (m/v) in de kerstvakantie gehouden werden waren er naast de nationale titels op de afstanden ook plaatsbewijzen te verdienen voor de wereldkampioenschappen schaatsen afstanden 2016 die anderhalve maand later in Kolomna verreden zouden worden.
Bob de Jong nam op dit toernooi op 39-jarige leeftijd afscheid van de allround schaatssport. Hij reed een tijd van 13.24,57 op de 10.000 meter, die  - als hij niet was gediskwalificeerd voor het tijdens de rit verwijderen van zijn armband - goed was geweest voor een negende plek.

## Tijdschema
| Programma           |           | |
| Datum               | Aanvang   | Onderdeel |
| Zondag 27 december  | 13:55 uur | 5000 meter mannen 500 meter mannen 1e run 1500 meter vrouwen 500 meter mannen 2e run                             |
| Maandag 28 december | 14:20 uur | 3000 meter vrouwen 500 meter vrouwen 1e run 1500 meter mannen 500 meter vrouwen 2e run                           |
| Dinsdag 29 december | 13:15 uur | 5000 meter vrouwen 10.000 meter mannen 1000 meter vrouwen 1000 meter mannen Massastart vrouwen Massastart mannen |

## Medailles

### Mannen
| Onderdeel          | Goud                           | Goud                   | Zilver                          | Zilver               | Brons                             | Brons                |
| ------------------ | ------------------------------ | ---------------------- | ------------------------------- | -------------------- | --------------------------------- | -------------------- |
| 2x500 m details    | Kai Verbij Team Beslist.nl     | 69.901 (34,918/34,983) | Jan Smeekens Team LottoNL-Jumbo | 70.028 (34,98/35,04) | Ronald Mulder Team Beslist.nl     | 70.077 (35.11/34,95) |
| 1000 m details     | Kjeld Nuis Team LottoNL-Jumbo  | 1.08,24                | Kai Verbij Team Beslist.nl      | 1.08,57              | Stefan Groothuis Team Beslist.nl  | 1.09,05              |
| 1500 m details     | Kjeld Nuis Team LottoNL-Jumbo  | 1.45,53                | Thomas Krol Team Beslist.nl     | 1.46,20              | Stefan Groothuis Team Beslist.nl  | 1.46,88              |
| 5000 m details     | Sven Kramer Team LottoNL-Jumbo | 6.11,34                | Jorrit Bergsma Clafis           | 6.13,19              | Douwe de Vries Team LottoNL-Jumbo | 6.19,90              |
| 10.000 m details   | Sven Kramer Team LottoNL-Jumbo | 12.58,71               | Erik Jan Kooiman Clafis         | 13.05,22             | Bob de Vries Clafis               | 13.06,40             |
| Massastart details | Willem Hoolwerf Clafis         | 68 punten              | Thom van Beek Team Van Werven   | 40 punten            | Douwe de Vries Team LottoNL-Jumbo | 26 punten            |

### Vrouwen
| Onderdeel          | Goud                          | Goud                 | Zilver                                    | Zilver               | Brons                                         | Brons                |
| ------------------ | ----------------------------- | -------------------- | ----------------------------------------- | -------------------- | --------------------------------------------- | -------------------- |
| 2x500 m details    | Margot Boer Team Continu      | 77.275 (38.60/38,66) | Janine Smit Team Continu                  | 77.611 (39,08/38,52) | Marrit Leenstra Team Corendon                 | 77.711 (38,86/38,85) |
| 1000 m details     | Jorien ter Mors Team AfterPay | 1.15,17              | Marrit Leenstra Team Corendon             | 1.16,27              | Ireen Wüst Team JustLease.nl                  | 1.16,29              |
| 1500 m details     | Jorien ter Mors Team AfterPay | 1.55,56              | Ireen Wüst Team JustLease.nl              | 1.56,82              | Marrit Leenstra Team Corendon                 | 1.57,68              |
| 3000 m details     | Ireen Wüst Team JustLease.nl  | 4.04,13              | Antoinette de Jong Team JustLease.nl      | 4.04,97              | Jorien Voorhuis Team Koopjesdrogisterij.nl    | 4.07,63              |
| 5000 m details     | Carien Kleibeuker Clafis      | 6.58,88              | Irene Schouten Clafis                     | 7.03,71              | Lisa van der Geest Team Koopjesdrogisterij.nl | 7.06,30              |
| Massastart details | Irene Schouten Clafis         | 60 punten            | Janneke Ensing Team Koopjesdrogisterij.nl | 40 punten            | Annouk van der Weijden Team Continu           | 25 punten            |

## Medaillespiegel teams
| Plaats | Teams                      | Goud | Zilver | Brons | Totaal |
| 1      | Team LottoNL-Jumbo         | 4    | 1      | 2     | 7      |
| 2      | Clafis                     | 3    | 3      | 1     | 7      |
| 3      | Team AfterPay              | 2    | 0      | 0     | 2      |
| 4      | Team Beslist.nl            | 1    | 2      | 3     | 6      |
| 5      | Team JustLease.nl          | 1    | 2      | 1     | 4      |
| 6      | Team Continu               | 1    | 1      | 1     | 3      |
| 7      | Team Corendon              | 0    | 1      | 2     | 3      |
| 7      | Team Koopjesdrogisterij.nl | 0    | 1      | 2     | 3      |
| 9      | Team Van Werven            | 0    | 1      | 0     | 1      |
| Totaal | Totaal                     | 12   | 12     | 12    | 36     |